# Stig Dalager
Stig Dalager (født d. 19. oktober 1952) er en dansk forfatter. Dalager er bosiddende i København og debuterede som forfatter år 1980. Dalager har efterfølgende skrevet mange værker, der også er fordelt på mange litterære genrer. Flere af Dalagers skuespil og romaner oversat til flere sprog, bl.a. dokumentarromanen To dage i juli om juliopstanden 1944 i Tyskland, "Rejse i blåt" om H.C.Andersen og "Skyggeland", der er planlagt filmatiseret ved en amerikansk-sproget produktion. Dalagers romaner og skuespil er udkommet og/eller opført i 34 lande.
I 1990'erne fik Dalager et internationalt teatergennembrud med Sarajevo-monologen Jeg tæller timerne, der efterfulgtes af skuespillet Drømmen, med premieren i New York år 1999 og ved bl.a. efterfølgende opsætninger: Odense teater København Moskva og Lodz.
I år 2003 producerede Dalager dokumentarfilmen Mørke og forsoning om den israelsk-palæstinensiske konflikt.
Romanerne Glemsel og erindring, Davids bog og prosatrilogien Tilfældige forbindelser samt romanen om H.C. Andersen Rejse i blåt (indstillet til den internationale IMPAC Award år  2008) for "Skyggeland" (vedr. 9/11 angrebet i New York) og "Det blå lys" (om Marie Curie) er blandt Stig Dalagers mest læste og kendte prosaværker. Fembinds romanværket "Broerne til verden", hvoraf "Labyrinten" er 2. og "Skyggeland" 3. selvstændige bind, blev af den førende svenske avis, "Dagens Nyheter", 2011 anmeldt og beskrevet som "verdenslitteratur" (med Goethes brug af ordet).  
I efteråret 2005 udkom Labyrinten (situeret i Wien 1993-94), der er andet bind i roman-trilogien "Glemsel og erindring", hvis tredje bind udkom den 11. september 2007 under titlen Skyggeland. Skyggeland tager sit udgangspunkt i terrorangrebet mod World Trade Center i New York den 11. september 2001.
Fjerde bind "Lyset kommer langsomt" udkom 2009 og foregår i Bagdad og New York 2004 og London 2005 og
tematiserer Irakkrigen og terrorangrebet på Londons undergrundsstationer. Femte og sidste bind "Den lange Dag" udkom marts 2011 og udspiller sig i Danmark under Muhammedkrisen 2006. "Det blå lys", roman om Marie Curie, udkom august 2012, "Øjeblikkets evighed", roman om Søren Kierkegaard, udkom maj 2013. Dalagers romaner og skuespil er udkommet/opført i i alt 30 lande inklusive kommende udgivelser i de arabiske lande og Iran.I 2015 udkom "Rejse uden ende" (2015) om den svenske diplomat Raoul Wallenbergs redningsindsats af 10.000´er af ungarske jøder i Budapest under Anden Verdenskrig og efterfølgende tragiske skæbne i det sovjetiske Gulag-system. I 2017 er udkommet romanen "Kvinde i et århundrede" om Elisabeth af Bøhmen, en af de første kvindelige filosoffer i Europa, og især hendes relation til den franske filosof René Descartes og fortællingen "Rabbiens sidste dage" med 30 tegninger af Martin Bigum - en nyfortolkning af historien om Jesus fra Nazareth. Også var der i marts måned 2017 verdenspremiere i New York på skuespillet "Journey in light and shadow" (Rejse i lys og skygger). 2020 udkommer Dalagers nye roman "Kaos og verden", hvis historie udspiller sig i USA under Trumps første hundrede dage som præsident og ud over en bred karakteristik af USA i sin handling fokuserer på temaet kunstig intelligens. "Kaos og verden" er 7. selvstændige bind i Dalagers roman-cyklus "Broerne til verden".  
Stig Dalagers skuespil findes bevaret i Dramatisk Bibliotek på Det Kongelige Bibliotek. Dalager modtog i 2005 Den livsvarige kunstnerydelse fra Statens Kunstfond.